# Lucy Ayoub
Pour les articles homonymes, voir Ayyoub.
Lucy Ayoub (en arabe : لوسي ايوب , en hébreu : לוסי איוב ; née en juin 1992) est une présentatrice de télévision, poétesse et animatrice de radio pour la société de radiodiffusion publique israélienne. Ayoub co-présente le Concours Eurovision de la chanson 2019 aux côtés de Assi Azar, Bar Refaeli et Erez Tal. 

## Jeunesse
Ayoub est née à Haïfa, en Israël. Elle est la fille d'un père arabo-chrétien et d'une mère juive ashkénaze convertie au christianisme à leur mariage. Ayoub a un frère et trois sœurs,. Sa grand-mère paternelle est la fille de réfugiés palestiniens qui ont fui au Liban pendant la guerre israélo-arabe de 1948, la laissant dans un couvent en Israël et qui est ensuite adoptée par une dame arabo-chrétienne prospère appelée Lucy Khayat. Ses grands-parents maternels sont des survivants de l'Holocauste : son grand-père fut déporté dans camp de concentration nazi, tandis que sa grand-mère, originaire de Roumanie a survécu parmi des partisans durant son enfance. Ayoub célèbre les fêtes chrétienne et juive avec les différents membres de sa famille, tout en étant athée : « Je suis athée et rien ne signifie pour moi que j'ai été baptisé [à l'église] ». Elle fréquente une école de carmes catholiques à Haïfa. 
Ayoub s'enrôle comme soldate dans les forces de défense israéliennes, où elle sert pendant deux ans en tant qu'instructrice sur simulateur de vol dans l'armée de l'air israélienne. 
Elle étudie la philosophie, la politique, l'économie et le droit à l'Université de Tel Aviv.

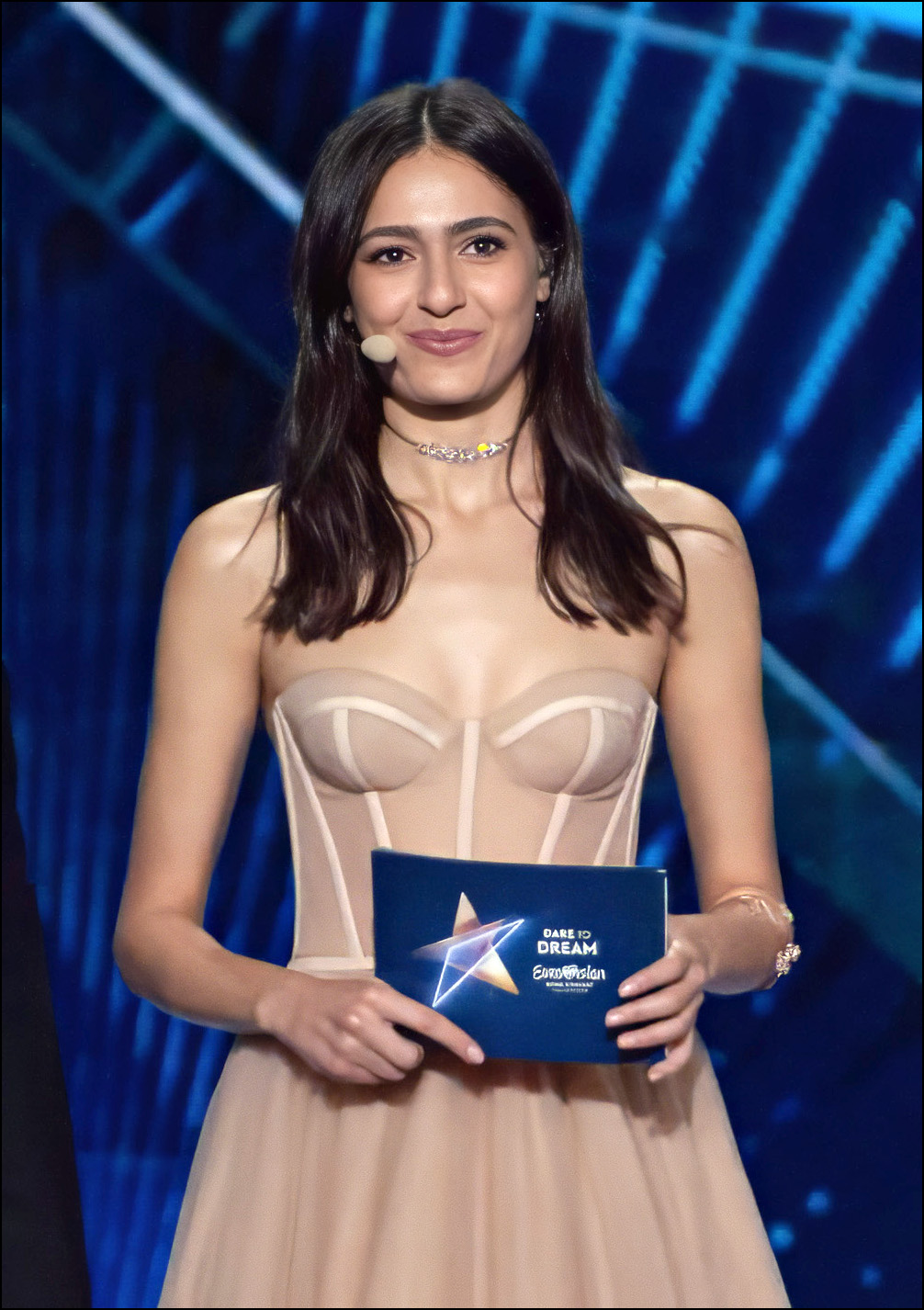
Lucy Ayoub présentant le Concours Eurovision de la chanson 2019 à Tel Aviv

## Carrière
Elle écrit de la poésie, du slam, des scénarios et des nouvelles pour la chaîne israélienne KAN. Aucun de ses textes n'est actuellement traduit en français. 
Ayoub est le porte-parole pour Israël lors du Concours Eurovision de la chanson 2018 et déclenche une réaction médiatique lorsque la ministre israélienne de la Culture et des Sports, Miri Regev, qui proteste contre le fait qu'Ayoub ait parlé en arabe lors de la retransmission en direct et n'ait pas mentionné Jérusalem. 
Ayoub sert d'hôtesse d'accueil dans la salle verte (les coulisses des artistes) du concours Eurovision de la chanson 2019 en Israël, aux côtés d'Assi Azar, alors qu'Erez Tal et Bar Refaeli présentent la soirée depuis la scène principale,. Le 28 janvier, Ayoub et Azar organise le tirage au sort des demi-finales du concours au Musée d'art de Tel Aviv. 

## Vie privée

Lucy Ayoub en 2018

En 2017, elle réside à Tel Aviv avec son petit ami juif et israélien, Etay Bar,. 
Ayoub parle l'arabe et l'hébreu. Elle dit, en parlant de sa propre identité, dans la poésie : « Certains d'entre vous diront que je serai toujours la fille de l'arabe et qu'en même temps, aux yeux des autres, je serai toujours la fille de la juive. Alors ne me dites pas tout à coup que je ne peux pas être les deux. » 

## Voir également
- Présentateurs du concours Eurovision de la chanson